# Kungliga frierier
Kungliga frierier är en bok av Herman Lindqvist skriven för Bonnier audio. Här beskrivs ett tiotal av Sveriges kungligheters märkligaste frierier. Historierna sträcker sig från Sigrid Storråda till Carl XVI Gustaf.